# Fritz von Falkenhayn

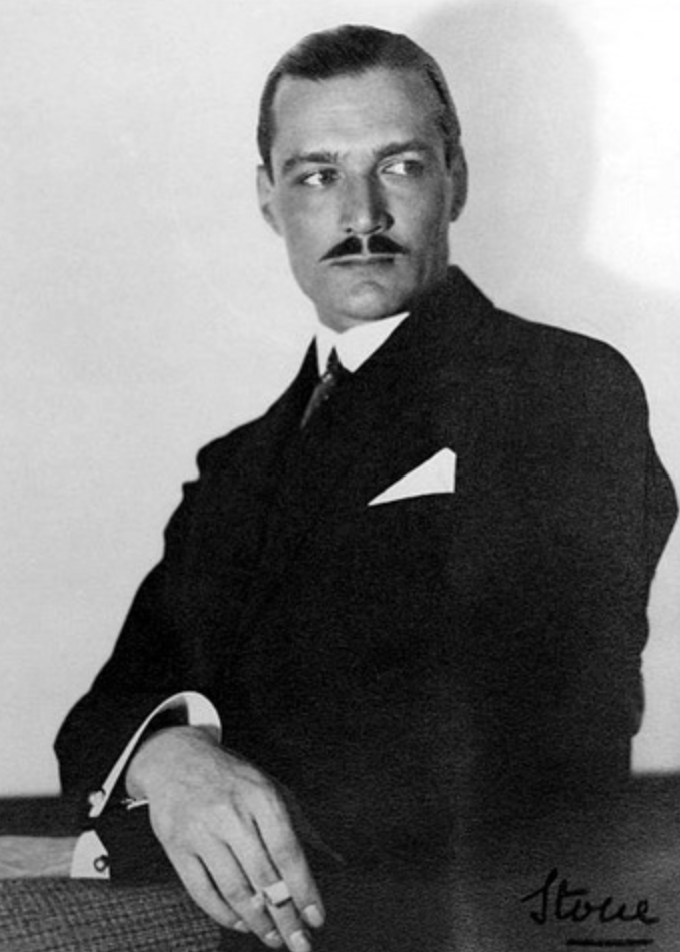
Fritz von Falkenhayn im Jahre 1929 als Vorstandsmitglied der Electrolux Staubsauger AG

Fritz Georg Adalbert Max Emil Sebastian von Falkenhayn (* 27. September 1890 in Oldenburg; † 3. März 1973 in Ascona) war ein deutscher Manager und Kaufmann.

## Leben

### Herkunft und Familie
Er entstammte dem in Schlesien ansässigen Adelsgeschlecht Falkenhayn und war der Sohn des preußischen Kriegsministers Erich von Falkenhayn und dessen Ehefrau Ida, geborene Selkmann (1866–1964). Seine einzige Schwester Erika (1905–1974) heiratete den späteren Widerstandskämpfer Henning von Tresckow. Am 6. Dezember 1914 heiratete er in Berlin die Autorin Vera von der Groeben (1892–1984), eine Enkelin des Landschaftsmalers Andreas Achenbach und bekam mit ihr zwei Kinder. Die Ehe wurde am 21. Mai 1926 geschieden. Am 20. März 1930 ging er in Kohfidisch eine zweite Ehe ein und ließ sich am 11. Juli 1934 erneut scheiden.

### Karriere bis zum Ersten Weltkrieg

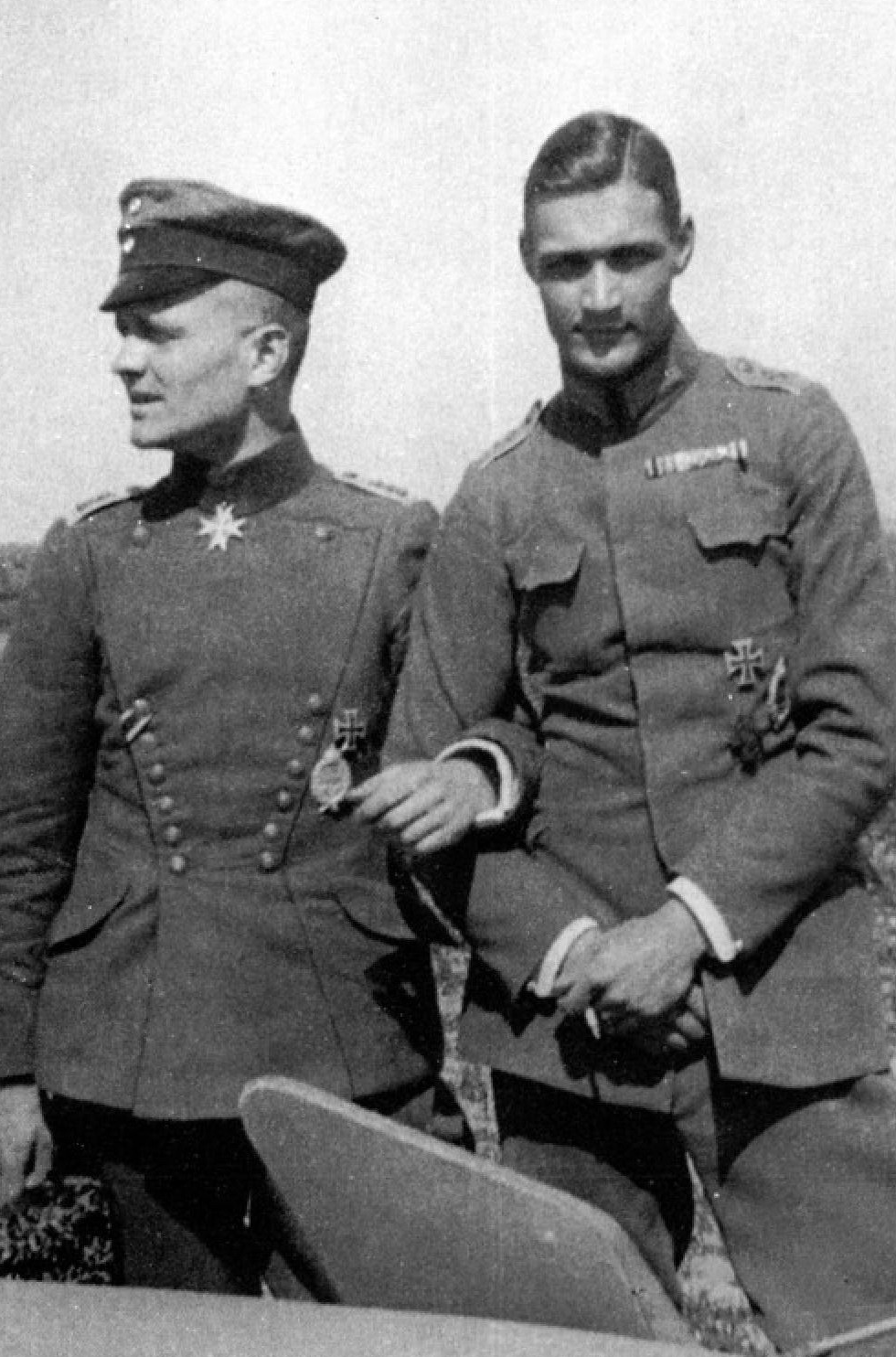
Von Falkenhayn mit dem Roten Baron Manfred von Richthofen

Falkenhayn trat am 5. Juli 1911 in Kaiser Alexander Garde-Grenadier-Regiment Nr. 1 der Preußischen Armee in Berlin ein und avancierte mit Patent vom 18. November 1910 bis Mitte November 1912 zum Leutnant. 1913 wirkte er als Beobachter der Fliegertruppe und nahm in dieser Position zusammen mit dem Flugzeugführer und Leutnant Rudolf von Thüna am Prinz-Heinrich-Flug von 1913 teil, wo sie den neunten Platz erreichten. Mit dem bekannten Flugpiloten Emile Jeannin (1875–1957) wurde er 1913 zweiter im Rundflug um Berlin. Im Jahre 1914 stieg er zum Flugzeugführer auf. Er war bei der Einweihung eines Gedenksteins in Küstrin für den gefallenen Leutnant Wilhelm von Falkenhayn († 1806), anwesend, welcher bei der nahezu kampflosen Kapitulation der Stadt umgekommen war.

### Erster Weltkrieg

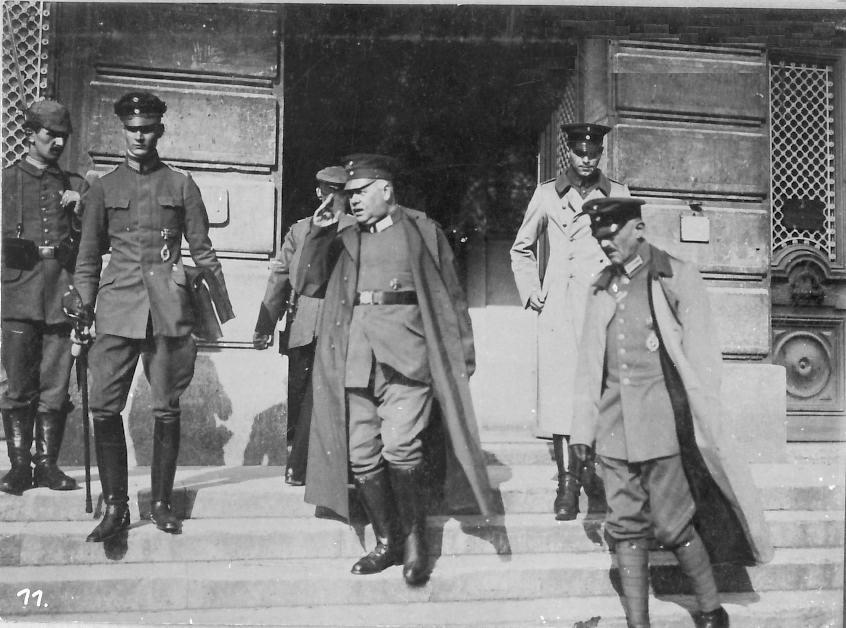
Oberleutnant Falkenhayn (Links) als Adjutant des Oberstleutnant Hermann von der Lieth-Thomsen (Mitte) mit Major Wilhelm Siegert (Rechts) im Oktober 1916

Ab dem Ausbruch des Ersten Weltkrieges wirkte er weiterhin in den Luftstreitkräften. Nachdem er bereits am 1. Juli 1914 zur Fliegerstation Hannover abkommandiert worden war, trat er dort am 2. August desselben Jahres in die Feldfliegerabteilung 21 ein. Er kämpfte über Frankreich und Belgien und wurde am 24. Oktober 1914 zum Stab des Chefs des Generalstabes des Feldheeres abkommandiert. Am 27. November 1914 wurde er Adjutant des Fliegerkommandos der Obersten Heeresleitung. Am 10. April 1915 erfolgte seine Verwendung als Adjutant des Chefs des Feldflugwesens, Hermann von der Lieth-Thomsen. In dieser Position erfolgte am 22. März 1916 seine Beförderung zum Oberleutnant. Bis Oktober 1916 wurde er außerdem mit dem Militär-Flugzeugführer-Abzeichen ausgezeichnet. Am 1. November 1916 trat er zum Stabe des  Kommandierenden Generals der Luftstreitkräfte über. Am 16. Mai 1918 stürzte er mit seiner Maschine ab und trat am 9. September desselben Jahres in die Schlachtstaffel 11 ein. Am 20. Oktober 1918 trat er zur Fliegerabteilung 284 (Artillerie) über. 
Nach Kriegsende wurde Falkenhayn am 5. Dezember 1918 an die Inspektion der Fliegertruppen versetzt. Am 25. Februar 1919 erfolgte seine Versetzung an den Fliegerhorst Döberitz. Danach war er wieder beim Kaiser Alexander Garde-Grenadier-Regiment Nr. 1 in Bereitschaft und schied am 31. März 1920 mit der Erlaubnis zum Tragen der Uniform als Hauptmann aus dem Militärdienst aus. Er pflegte über den ganzen Krieg hinweg gute Kontakte zu dem bekannten Jagdflieger Manfred von Richthofen (1892–1918), der auch ein entfernter Cousin von ihm war.

### Weimarer Republik und Nationalsozialismus
In der Weimarer Republik wirkte er als Kaufmann und Unternehmer, was seinem Vater große Sorgen bereitete, und erreichte 1921 die Position des Vertreters der Daimler GmbH in New York. Er arbeitete sich über die Jahre hoch und wurde 1928 Vorstandsmitglied der Elektrolux Aktiengesellschaft. 1929 wurde er Vorstandsmitglied bei der Electrolux Staubsauger AG. Am 1. Januar 1930 trat er als stellvertretendes Vorstandsmitglied und Verkaufschef bei den NSU Motorenwerken in Neckarsulm ein und wurde 1933 zum ordentlichen Vorstandsmitglied und Betriebsführer ernannt. 1931 erteilte er den Auftrag für die Entwicklung einer ohv-gesteuerten Einzylinder-Baureihe. Zuerst erschien im Jahr darauf die 501 OS, bald gefolgt von der technisch nahezu identischen 351 S. Auch beauftragte er den Autokonstrukteur Ferdinand Porsche im Jahre 1933 mit der Entwicklung eines Einsteiger-Autos, genannt Typ 32, für Leute denen ein Motorrad zu unpraktisch und klein ist. Zwei Prototypen entstanden schließlich, die dem späteren Volkswagen-Käfer in Konzept und Form bereits weitgehend glich. Da von Falkenhayn den Motor zu laut fand, er Porsches Kompetenz in Sachen Chassiskonstruktion bestritt und die Kosten mit 10 Millionen Reichsmark als zu hoch empfunden wurden, wurde das Projekt 1934 schließlich abgebrochen. Er warb im Jahre 1934 den deutschen Journalisten und Werbefachmann Arthur Westrup (1913–2009) als Pressesprecher, der durch seine Slogans die NSU einem breiten Publikum bekannt machte. 1937 wurde er Vorsitzender des Vorstandes und 1939 durch die Nationalsozialisten zum Wehrwirtschaftsführer ernannt. Auch wurde er in der Zeit des Nationalsozialismus Aufsichtsratsvorsitzender der Auto Union AG mit Mitgliedschaft in der NSKK, Vorstandsmitglied an der Handels- und Gewerbebank in Heilbronn und Vorstandsmitglied im Reichsverband der Automobilindustrie. Unter seiner Führung beteiligten sich die NSU Motorenwerke am Beschäftigungsprogramm der NS-Regierung. 1939 hielt er bei der Enthüllung des Guthrie Memorials auf der Isle of Man an Gedenken für den verunglückten Motorradrennfahrer Jimmie Guthrie eine kurze Rede auf Deutsch und auf Englisch. Er wurde noch vor dem Zweiten Weltkrieg zum offiziellen deutschen Handelsvertreter des Isle of Man TT ernannt.
Während des Zweiten Weltkrieges wirkte er weiterhin als Geschäftsführer der NSU und wurde für seine Verdienste von Adolf Hitler mit dem Kriegsverdienstkreuz II. Klasse ausgezeichnet. Auch wirkte er im Jahre 1941 als Leiter der Fachgruppe Krafträder, deren Motoren und Seitenwagen der Wirtschaftsgruppe Fahrzeugindustrie der Reichsgruppe Industrie. Seinen Wohnsitz hatte er im Bad Wimpfener Stadtteil Bad Wimpfen im Tal. Am Ende des Krieges geriet er in amerikanische Gefangenschaft. Er wurde zusammen mit weiteren Unternehmern wie Ferdinand Porsche, Willy Messerschmitt u. a. im Ludwigsburger Lagerkomplex interniert.

### In Westdeutschland

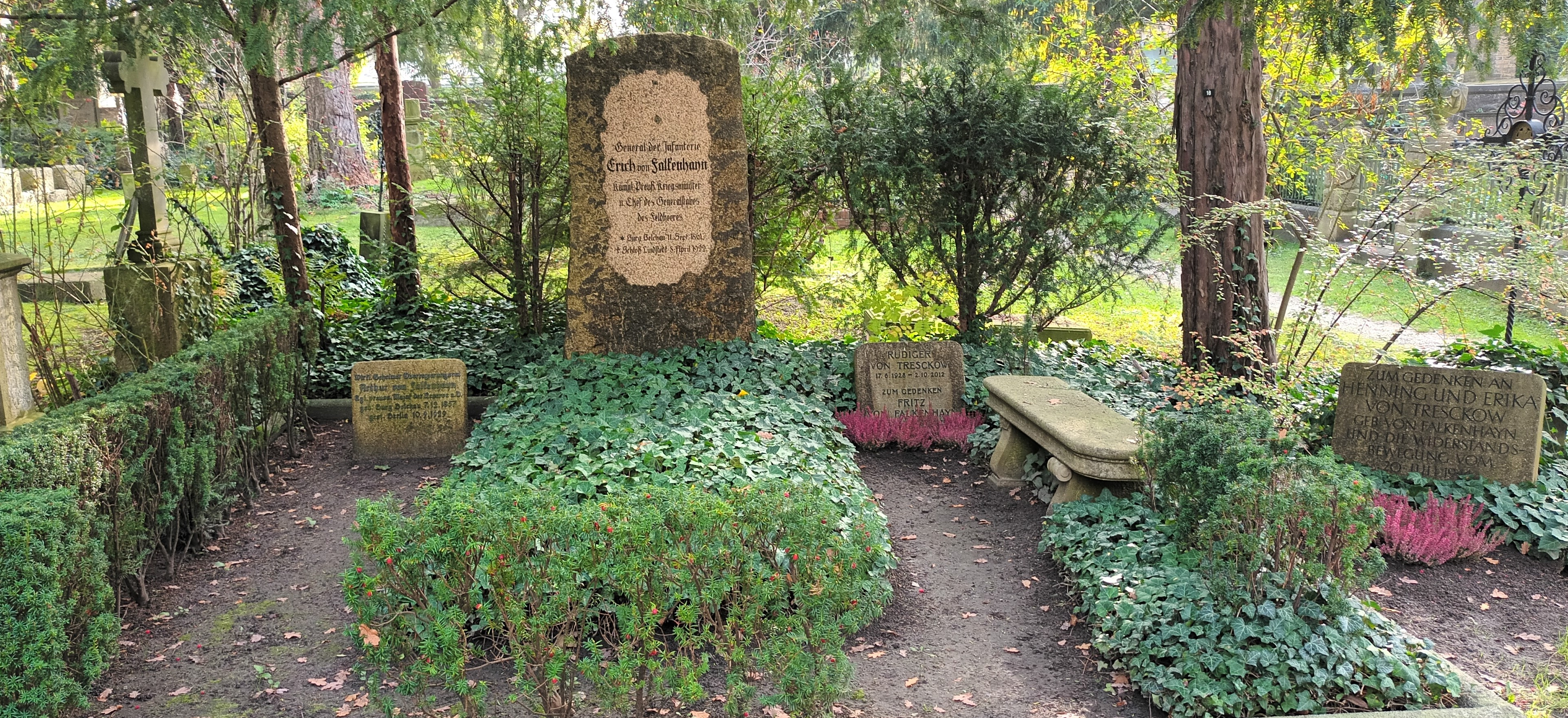
Grabstätte Fritz von Falkenhayn und Angehörige

In der Nachkriegszeit zog er in das heutige Bundesland Baden-Württemberg und bildete im Jahre 1948 mit zahlreichen anderen Autoliebhabern den Organisationsausschuss zur Gründung der Landesgruppe Württemberg des AvD. Am 17. November 1951 erfolgte dann unter seiner Aufsicht die endgültige Neugründung. Er wirkte im WAC (Württembergischer Automobilclub) nun als Schriftführer. Er wirkte abseits des Automobil-Clubs weiterhin als Unternehmer und Kaufmann in Stuttgart und erreichte bis 1955 die Position des Geschäftsführers der Auto-Staiger GmbH. Auch wirkte er zur gleichen Zeit als Aufsichtsratsmitglied bei den NSU-Werken. Nach dem Ableben des früheren WAC-Präsidenten Ulrich Doertenbach wurde er am 17. April 1959 zum neuen Präsidenten des Clubs gewählt. Aus gesundheitlichen Gründen musste er das Amt aber schon am 30. Juni desselben Jahres niederlegen. 1961 ging er endgültig in den Ruhestand. Er wurde im Familiengrab auf dem Bornstedter Friedhof in Potsdam begraben.